# Primera divisió portuguesa de futbol 2007-08
La lliga portuguesa 2007-08 fou la dissetena edició d'aquesta competició, que començà el 17 d'agost del 2007. Aquella temporada defensava el títol de campió el FC Porto, que guanyà la setzena edició, cosa que suposà la seva vint-i-uena lliga.

## Classificació
- El Boavista FC baixa de categoria per l'afer de suborns arbitrals de la temporada 2003-04.

## Màxims golejadors
| Jugador        | Gols | Equip             |
| -------------- | ---- | ----------------- |
| Lisandro López | 24   | FC Porto          |
| Óscar Cardozo  | 11   | SL Benfica        |
| Roland Linz    | 10   | SC Braga          |
| Liédson        | 10   | Sporting CP       |
| Wesley         | 10   | FC Paços Ferreira |